# Pàgases
Pàgases (en llatí Pagasae, en grec antic Παγασαί Pagasai) era una ciutat de Magnèsia a Tessàlia situada al nord del golf Pagàsic (Παγασητικὸς κόλπος, Pagasaeus Sinus).
Pàgases és el port d'on, segons la mitologia grega, va sortir Jàson amb la nau Argo. Alguns autors antics derivaven el seu nom de la construcció d'aquell vaixell (πήγνυμι pégnimi), però d'altres de les nombroses fonts que es trobaven en aquell lloc.
Va passar a Macedònia després de la derrota d'Onòmarc per Filip II de Macedònia, segons Diodor de Sicília. Els seus habitants van haver de deixar la ciutat per instal·lar-se a Demetries quan Demetri Poliorcetes va fundar aquesta ciutat el 290 aC, però després de la conquesta romana es va repoblar i va esdevenir una ciutat important. En temps d'Estrabó era el port de Feres i una de les principals ciutats de Tessàlia. Pàgases es trobava a 90 estadis de Feres i a 20 de Iolkos.
Les seves ruïnes són prop de l'actual ciutat de Volos. L'acròpoli ocupava el cim d'una altura rocosa sobre el cap d'Angkístri, on al peu d'unes formacions rocoses, hi ha moltes fonts d'aigua abundant, de les que parla Estrabó. Però com que aquestes fonts són més aviat salines, a la ciutat, a l'època romana es va portar aigua mitjançant un aqüeducte. Encara es poden veure algunes parts en ruïnes de l'aqüeducte.